# Villette-de-Vienne
Villette-de-Vienne is een gemeente in het Franse departement Isère (regio Auvergne-Rhône-Alpes). De plaats maakt deel uit van het arrondissement Vienne. Villette-de-Vienne telde op 1 januari 2022 1.979 inwoners. 

## Geografie
De oppervlakte van Villette-de-Vienne bedroeg op 1 januari 2022 11,03 vierkante kilometer; de bevolkingsdichtheid was toen 179,4 inwoners per km².

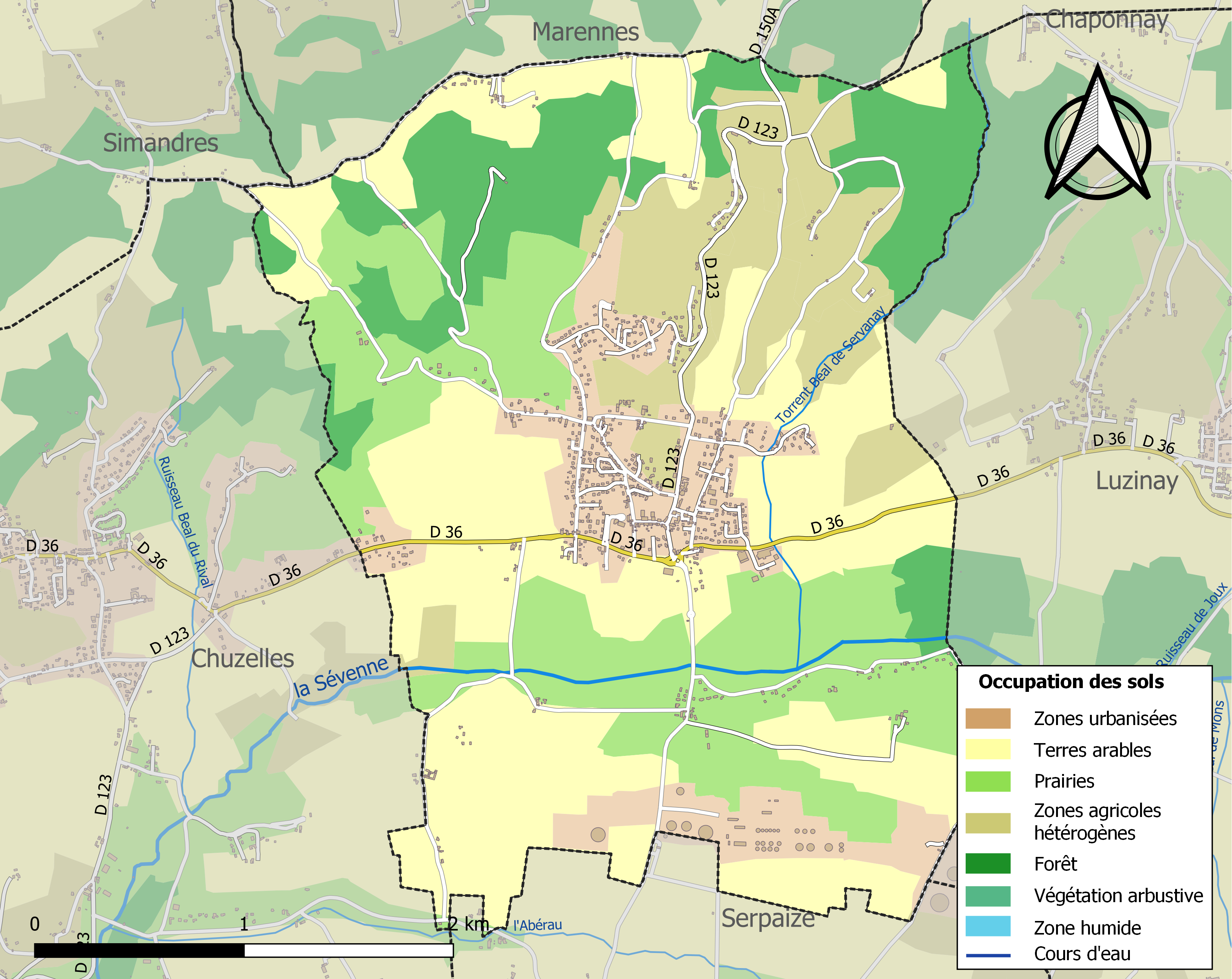
Kaart van de gemeente met de belangrijkste infrastructuur, bodemgebruik en omliggende gemeenten

## Demografie
Onderstaande figuur toont het verloop van het inwonertal (bron: INSEE-tellingen).